# Soto de Viñuelas

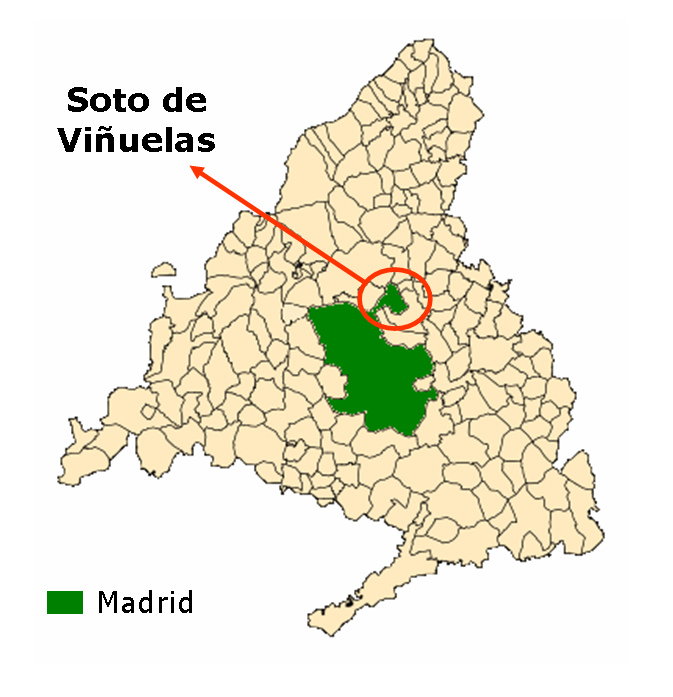
Localización del Soto de Viñuelas en la Comunidad y término municipal de Madrid.

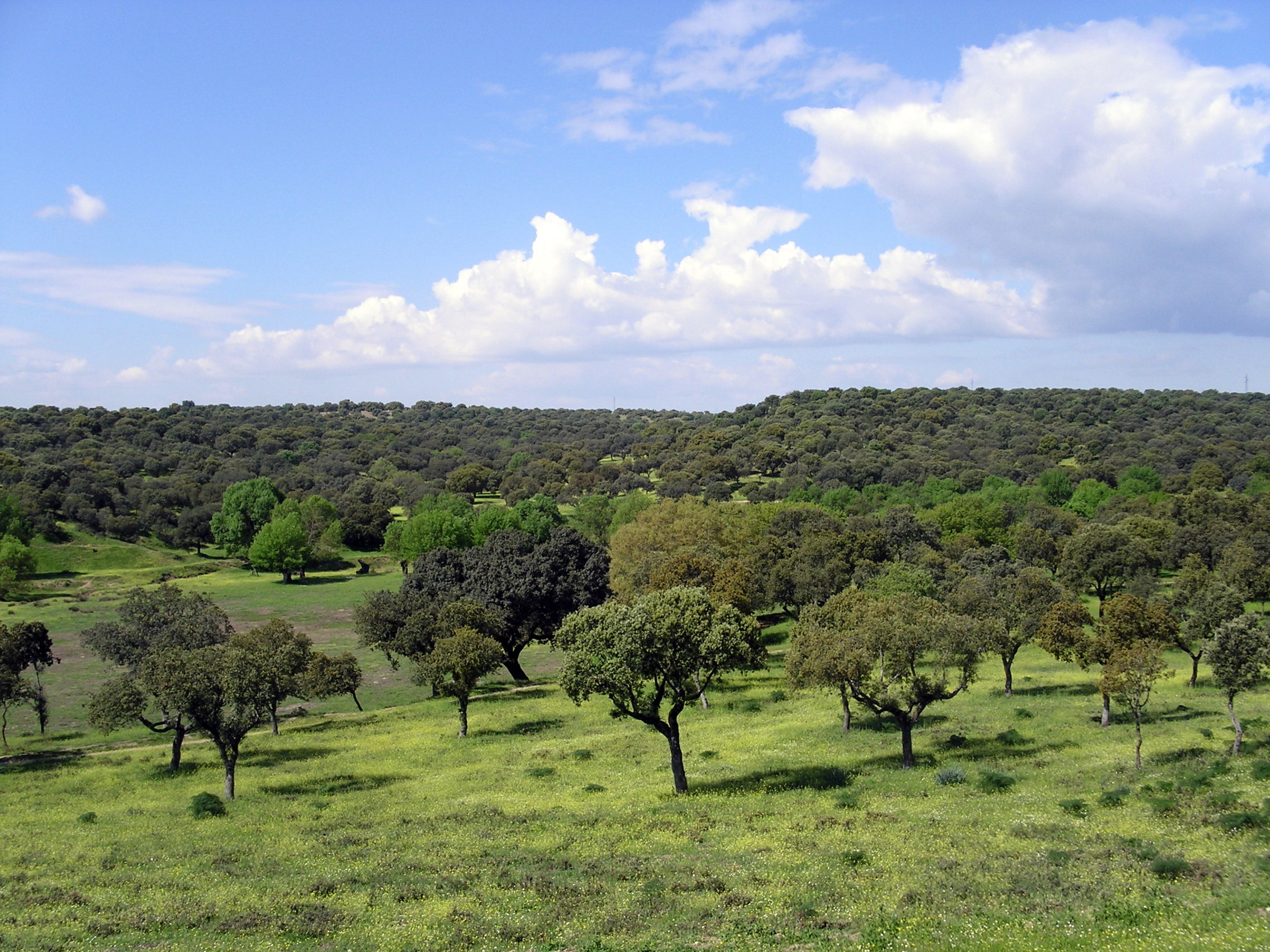
El encinar adehesado puebla las lomas del monte.

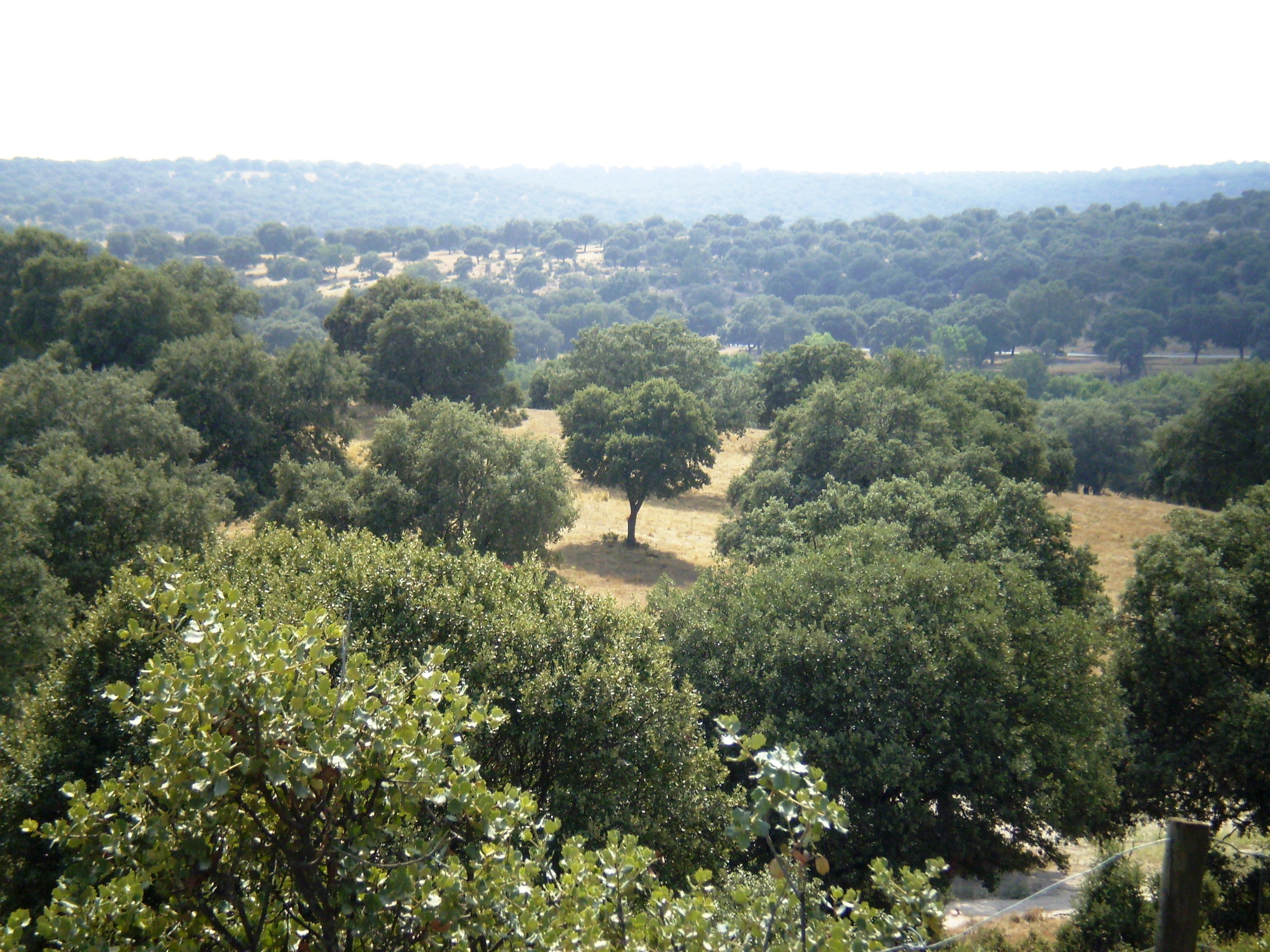
Vista del Soto de Viñuelas desde el límite entre Madrid y Tres Cantos.

El Soto de Viñuelas, también conocido como Monte de Viñuelas, es un encinar adehesado situado al norte de la ciudad de Madrid, al sur de Tres Cantos y San Agustín del Guadalix, al este del Monte de El Pardo y al oeste de San Sebastián de los Reyes, todos ellos municipios y lugares de la Comunidad de Madrid (España). 
Se trata de una finca vallada de unas 3.000 hectáreas, que reúne importantes valores ecológicos, paisajísticos y artísticos. Pertenece al término municipal de Madrid, si bien presenta pequeñas extensiones septentrionales, que corresponden a Tres Cantos —en una de ellas se halla la urbanización del mismo nombre—. Otras urbanizaciones próximas son Ciudalcampo y Fuente del Fresno, situadas en su límite occidental.
Está integrado desde 1985 en el Parque Regional de la Cuenca Alta del Manzanares, el espacio natural protegido de mayor superficie de la región, donde ha sido catalogado como Zona B, figura legal que permite la utilización agropecuaria del terreno. También ha recibido la declaración de Zona Especial de Protección para Aves (ZEPA) con la referencia ZEPA ES0000012.
Se accede desde la carretera M-607 (Autovía de Colmenar Viejo), tomando la salida 21, donde el lugar aparece señalizado, junto con Tres Cantos. 

## Historia
- La finca perteneció al segoviano Sexmo de Manzanares, después señorío del Real de Manzanares, propiedad de la Casa de Mendoza. En el siglo XVI pasó a manos del emperador Carlos I, que se la vendió a Arias Pardo de Saavedra, mariscal de Castilla, por 42 cuentos y 24 572 maravedíes, además de 3.000 de renta anual y 7 corderos al año.

- En 1693, el Soto de Viñuelas fue adquirido por el maestre de campo Cristóbal de Alvarado y Bracamonte, quien reconstruyó la mansión señorial, hoy conocida como castillo de Viñuelas, para facilitar la estancia de Felipe V, que comenzó a frecuentar el lugar, atraído por su riqueza cinegética.

- En mayo de 1751, la Corona se hizo con los terrenos, a instancias de Fernando VI, quien lo incorporó al Real Sitio de El Pardo.

- En el siglo XIX, tras la caída de Isabel II, el paraje fue subastado, con un precio de salida de un millón de pesetas.

- En el siglo XX, durante la Guerra Civil, el castillo de Viñuelas sirvió de cuartel general al Ejército Republicano, tras haberse incautado de él el gobierno de la II República. Finalizada la contienda, el general Francisco Franco lo habitó temporalmente, mientras se acondicionaba el Palacio Real de El Pardo. Al terminar las labores de acondicionamiento en este sitio cercano, la finca fue devuelta a sus antiguos propietarios.

- Desde entonces, ha pasado por diversas manos privadas. El Banco de Santander, la familia Urquijo y la familia Colomer han sido algunos de sus propietarios. En 2001, intentó comprarla el Ayuntamiento de Madrid por un precio de 180 millones de euros, pero la operación no fue concluida.

## Geografía física

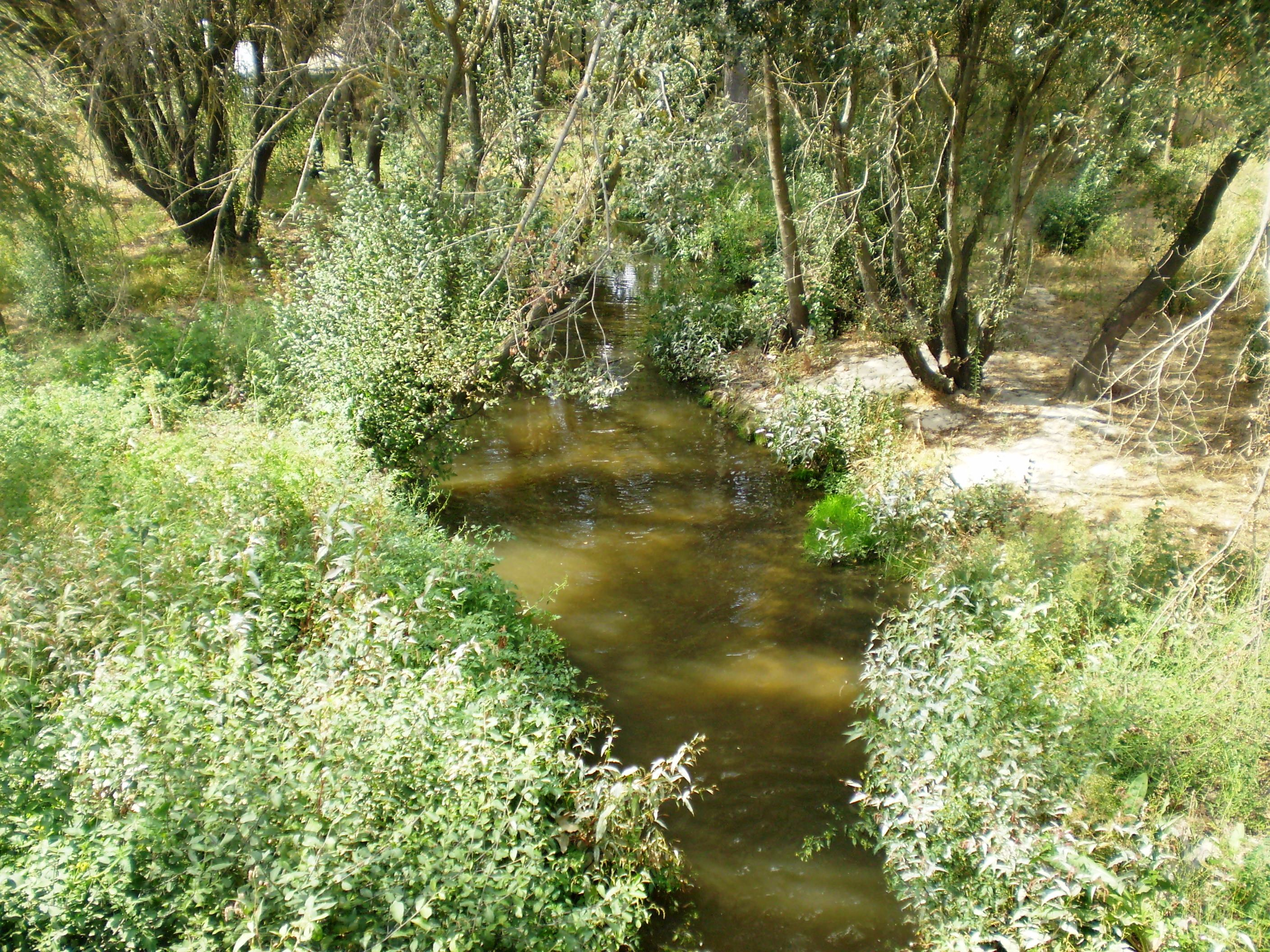
El arroyo de Viñuelas constituye el principal corredor biológico del monte.

El Soto de Viñuelas está surcado por el arroyo de Viñuelas o del Bodonal, un pequeño afluente del río Jarama. Este riachuelo forma un pequeño valle, caracterizado por un relieve muy poco marcado, sin puntos topográficos especialmente significativos, más allá de suaves lomas que dan un aspecto ondulado al paisaje. El suelo es muy erosionable, debido a su composición arenosa.
Otra corriente fluvial de importancia es el arroyo de Valdelamasa, que tributa en el arroyo del Bodonal.
Este espacio natural se encuentra muy cerca del límite oriental del Monte de El Pardo, del que realmente constituye un apéndice. Presenta las mismas características geomorfológicas que este, con la única diferencia de su pertenencia a la cuenca del Jarama y no a la del Manzanares, de la que forma parte El Pardo. Ambos parajes están separados por la carretera M-607 (Autovía de Colmenar Viejo), que actúa como línea divisoria.
La flora también es muy similar. El encinar adehesado y las fresnedas constituyen su vegetación principal. Como El Pardo, el Soto de Viñuelas fue finca de caza de la Corona Española. De ahí la abundancia de especies cinegéticas, como el venado, el jabalí o la perdiz, que se unen a su importante fauna avícola, entre la que destaca el águila imperial —especie en peligro de extinción—, por la que ha merecido ser considerado como ZEPA.

## Patrimonio artístico
El castillo de Viñuelas, cuyas primeras referencias se sitúan en 1285, es el edificio más notable del monte. La construcción actual data del siglo XVIII y presenta una planta cuadrada, en cuyas esquinas se elevan cuatro torres cilíndricas almenadas, de grandes dimensiones. 
El edificio tiene una altura de tres plantas, exceptuando las torres, que se elevan a cuatro. Su cara norte es la que reúne los mayores valores artísticos y ornamentales: un panel superior central que integra un escudo, un balcón corrido en la primera planta apoyado sobre columnas que conforman un pórtico y dos garitas rematadas por chapiteles. En su interior destaca la Sala de Armas.
En la actualidad, es utilizado como lugar de convenciones y celebraciones.

## Transporte

### Autobús urbano
- 3 : Soto de Viñuelas - Av. Industria - Av. Colmenar Viejo - Av. Encuartes - Pza. Estación (Estación FF.CC.) - Av. Labradores - Ronda de Valdecarrizo - Soto de Viñuelas

### Autobús interurbano
- 716 : Tres Cantos (Soto de Viñuelas) - Plaza de Castilla (Madrid)

- N701: Madrid (Plaza de Castilla) - Tres Cantos - Madrid (Plaza de Castilla)